# Il minotauro (Dürrenmatt)
Il minotauro (titolo orig. Minotaurus. Eine Ballade) è un racconto, o romanzo breve, di Friedrich Dürrenmatt del 1985. 

## La trama
Il libro è un rifacimento del mito del Minotauro, dove il ruolo dei due personaggi principali, Teseo e il Minotauro, viene invertito, facendo del primo un assassino e del secondo un essere dolce e sensibile. Il mostro, metà uomo e metà animale, è visto nella sua totale incoscienza e animalità. La commovente vicenda di un essere costretto a non essere. Rinchiuso nel labirinto tra infiniti specchi e infinite illusioni di sé. L'unico rapporto che troverà con gli umani, lui che è il frutto della vergognosa commistione fra toro e donna, sarà solo d'inganno e morte. Teseo e Arianna giocheranno con scaltra spietatezza per sopprimere un bestione privo dell'accortezza umana, che finisce per destare stupore e amore.

## Introduzione
La focalizzazione interna favorisce l'effetto di straniamento dato dalla scelta del minotauro, tradizionalmente antagonista muto del mito, come protagonista dell'opera. Sequenze narrative si alternano a sequenze di monologo, che costruiscono una sorta di dialogo interiore non lontano dalla prosa kafkiana. Lo spazio mitico del labirinto viene accentuato nel suo carattere di isolamento, riflessività e utopia dalla presenza di specchi.

## Temi

### Lo straniamento
La condizione precaria del mostro, ibrido per natura e sospeso solo in un non-luogo per costrizione, illumina sulla instabilità del concetto di verità e di giustizia ma soprattutto sulla tragicità della esperienza esistenziale umana, dell'individuo di fronte alla natura e dell'individuo di fronte alla alterità.

### Il postmoderno
L'uso dello straniamento è strettamente connesso al fine dell'opera: giungere alla consapevolezza dell'inapplicabilità dei paradigmi di verità e giustizia all'interno della conoscenza. Il mito viene decostruito e smontato, ricostruito e svuotato, in una parola postmodernizzato. Come ci viene detto ne La promessa: "Impossibile arrivare alla verità e alla giustizia". L'esame della condizione esistenziale e della sua drammaticità come mito della modernità avvicinano l'opera a Il mito di Sisifo di Camus, tuttavia c'è una differenza di contenuti: l'opera di Camus porta con sé i contenuti dell'esistenzialismo del primo Novecento mentre l'opera di Dürrenmatt prova a comunicare il vuoto di ideali del postmoderno, terreno della totale interpretabilità e della sola certezza della solitudine dell'uomo in attesa della verità.

## Racconti correlati
Si veda anche, sulla stessa falsariga, il brevissimo racconto di Jorge Luis Borges del 1949 La casa di Asterione, presente nella raccolta L'Aleph.

## Edizioni italiane
- Minotauro. Una ballata, in Racconti, traduzione di Umberto Gandini, Collana Impronte, Milano, Feltrinelli, 1988.
- Il minotauro, traduzione di U. Gandini, Biblioteca germanica n.17, Milano, Marcos y Marcos, 1990, ISBN 978-88-716-8018-7.
- Minotauro, traduzione di Donata Berra, Collana Piccola Biblioteca n.763, Milano, Adelphi, 2021, ISBN 978-88-459-3573-2.